# 솔뫼초등학교
솔뫼초등학교는 대한민국 경기도 의정부시의 공립 초등학교이다.

## 학교 연혁
- 1999.09.01 솔뫼초등학교 개교(13학급인가)
- 1999.09.01 초대 류문성 교장 취임
- 1999.11.03 학교급식 실시
- 2000.11.08 남관교실 증축(16실)
- 2001.03.01 병설유치원 개원(1학급)
- 2003.12.09 교실 및 다목적실 증축(3층 13실)
- 2007.08.31 급식실 1실(204석) 준공
- 2008.01.03 도서실 리모델링
- 2008.03.01 승강기 설치
- 2008.08.21 과학실 리모델링
- 2009.01.30 보건실 리모델링
- 2009.11.01 영어체험실 설치
- 2011.12.26 유치원 조합 놀이대 및 냉난방기 교체(28조)
- 2012.03.01 경기도교육청 혁신학교 지정
- 2013.03.01 의정부혁신교육지구 행복학교 지정
- 2013.05.30 미술실 리모델링
- 2013.09.01 제5대 이기범 교장 취임
- 2014.02.14 제14회 졸업식 133명 졸업 (총 졸업생수 1,940명)
- 2014.03.01 돌봄교실 1학급 증설
- 2014.03.01 초등학교 27학급, 특수학급 1학급, 유치원 1학급 편성